# Hraniční přechod Cínovec–Altenberg
Hraniční přechod Cínovec–Altenberg (německy Grenzübergang Altenberg–Cínovec) je bývalý silniční hraniční přechod, který se nachází na česko-německé státní hranici na hraničním úseku X/15/2 - X/15/3 mezi českou osadou Cínovec (okres Teplice, Ústecký kraj) a německým městem Altenberg (zemský okres Zemský okres Saské Švýcarsko-Východní Krušné hory, spolková země Sasko). Přechod leží v nadmořské výšce 827 m n. m. na silnici I/8; za hranicí pokračuje silnice B170. Před zrušením byl určen pro pěší, cyklisty, motocykly a osobní automobily.
Hraniční přechod byl zrušen při vstupu České republiky do Schengenského prostoru v roce 2007. V případě dočasného znovuzavedení ochrany vnitřních hranic je provoz na hraničním přechodu upraven Sdělením Ministerstva vnitra č. 395/2021 Sb.